# Decussació

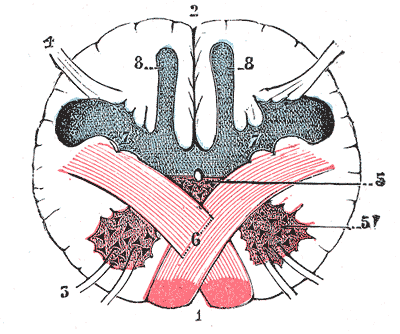
Secció del bulb raquidi al nivell de la decussació de les piràmides.

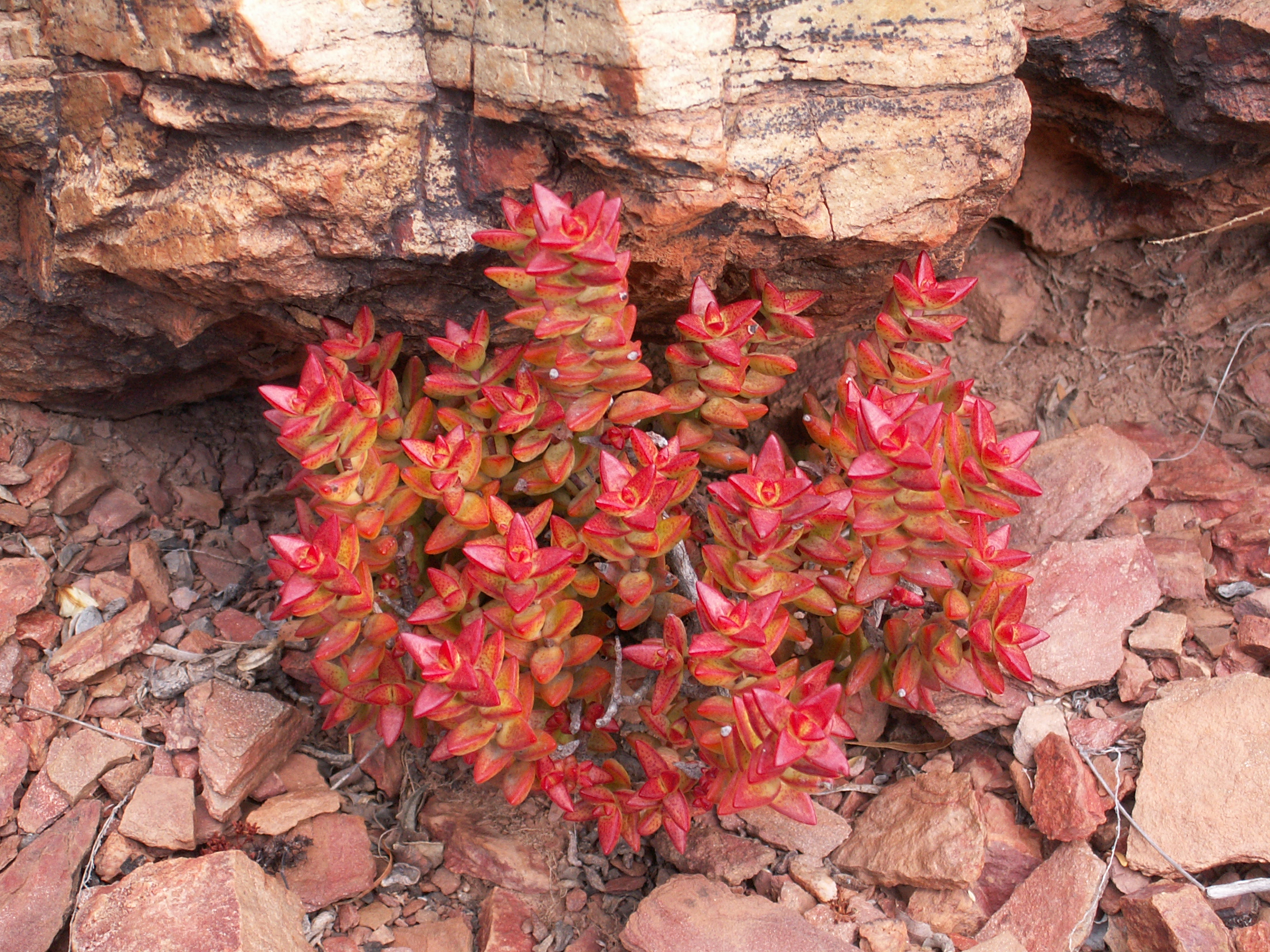
Filotaxis decussada de Crassula rupestris

El terme decussació, en biologia, s'utilitza per descriure un encreuament. En termes anatòmics, s'utilitza amb la forma llatina decussatio, per exemple en el terme: decussatio pyramidum. De vegades en anatomia, el terme quiasma significa gairebé el mateix que decussació.

## Exemples
Alguns exemples inclouen:
- En el cervell, on les fibres nervioses es creuen obliquament d'una part lateral a l'altra, és a dir, creuen a un nivell diferent del seu origen. Vegeu, per exemple, la decussació de les piràmides.[4][5]
- En Fil·lotaxi, quan un patró oposat de fulles té parells successius que són perpendiculars, es diu que està decussat. En efecte, els parells successius de fulles es creuen entre si.
- En l'esmalt dental, quan s'entrecreuen branquetes de filaments en anar des de la intersecció esmalto-dentària cap a la superfície exterior de l'esmalt, o propera a ella.

## Per a saber-ne més
- Canavero S. Textbook of therapeutic cortical stimulation. New York: Nova Science, 2009